# Mitsubishi Electric Halle

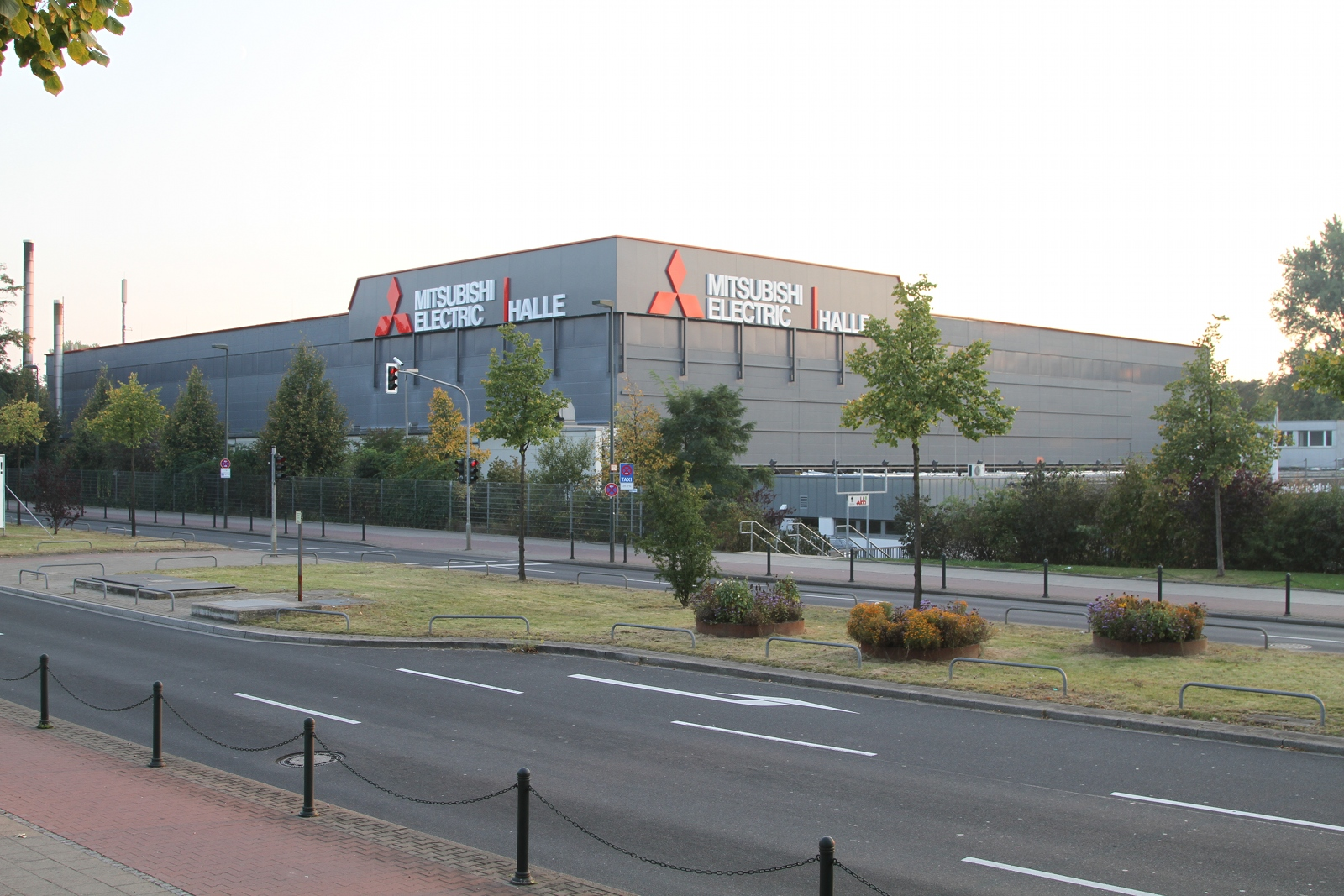
Mitsubishi Electric Halle (2011)

Mitsubishi Electric Halle (dawniej Philipshalle) – hala w Düsseldorfie, w której odbywają się koncerty oraz imprezy sportowe.
Nazwa pochodzi od koncernu elektronicznego Mitsubishi Electric. Obiekt jest w stanie pomieścić 7500 osób. Wysokość hali wynosi 9,40 m, długość 74 m, szerokość 66 m.
Dojazd zapewniają linie metra (U74, U77) bądź kolei miejskiej (S6, S7).